# Linia kolejowa nr 494
Linia kolejowa nr 494 – niezelektryfikowana, jednotorowa linia kolejowa łącząca przejście graniczne Gubin‑Guben ze stacją Guben.
W Niemczech linia została oznaczona jako linia kolejowa nr 6206 Guben, W 190 – Guben Grenze (DB‑Grenze).
| kilometraż | kilometraż | pociągi pasażerskie               | autobusy szynowe i EZT            | pociągi towarowe                  |
| od         | do         | Tor nieparzysty (kierunek: Guben) | Tor nieparzysty (kierunek: Guben) | Tor nieparzysty (kierunek: Guben) |
| -2,150     | -1,200     | 80                                | 80                                | 80                                |
| -1,200     | 0,000      | 40                                | 40                                | 40                                |